# La Nación (1925-1936)
La Nación fue un periódico español editado en Madrid entre 1925 y 1936. Auspiciado y financiado desde la administración de la dictadura de Primo de Rivera, contaba una plantilla que también era la base del diario: «Justicia, Paz y Trabajo». Tuvo su sede social en el número 3 de la calle Marqués de Monasterio, vecino al Teatro María Guerrero.

## Historia

### Dictadura de Primo de Rivera
El diario, de carácter vespertino, sacó su primer número a la calle el 19 de octubre de 1925.
Inicialmente fue nombrado director el teniente coronel Pedro Rico Parada, quien durante años había ejercido la Dirección de la Censura. Este hecho motivó, más tarde, su sustitución en el cargo por Manuel Delgado Barreto, periodista que se convirtió en el alma de la publicación entre finales de 1925 y abril de 1936. El diario contó con la colaboración de figuras como Ramiro de Maeztu, José Antonio Primo de Rivera, José María Pemán, José Calvo Sotelo, Alonso Quijano, César de Alda (pseudónimo de César González Ruano), Francisco Gambín, Gonzalo Latorre y como caricaturistas a Gerardo Fernández de la Reguera «Areuger» y a Joaquín de Alba, «Kin».
Durante la dictadura de Primo de Rivera el diario constituyó el órgano central de la Unión Patriótica y ejerció también como diario «oficial» del régimen.

### Segunda República
Con la caída del régimen primorriverista, se convertiría en el portavoz del sector más ultraderechista de la Unión Monárquica Nacional, criticando duramente a la CEDA, y especialmente a Gil-Robles, a quien no consideraba adecuado para capitanear la reacción derechista.
En los años de la Segunda República La Nación mantuvo una línea editorial monárquica y con algunas simpatías filo-fascistas. A partir de febrero de 1933, coincidiendo con el ascenso de Hitler al poder, el diario lanzó una campaña favorable al fascismo como alternativa política de masas para España, bajo la supervisión del régimen de Mussolini.
En 1933, con la formación de la Falange Española, publicó un artículo en el que mostraba simpatías hacia el nuevo movimiento y se convirtió en el único diario que reprodujo íntegros los discursos entonces pronunciados. Sin embargo, pronto abandonó esta vinculación para pasar a convertirse en el arma propagandística del Bloque Nacional liderado por José Calvo Sotelo. Desde diciembre de 1935 a marzo de 1936, los temas a que dedicaba más interés eran artículos sobre la revolución y contrarrevolución, destinados a la movilización de los grupos derechistas con el objetivo de terminar con el régimen republicano establecido en España. Fueron numerosos los artículos sobre la necesidad de salvar a España de la hecatombe y llamamientos a «estar en su sitio» con la «esperanza puesta en Dios y el pensamiento en la Patria».
La Revolución del 6 de octubre de 1934, ocupó muchos reportajes. Las muertes, asesinatos, quemas de iglesias y persecuciones se convirtieron para el diario en su principal arma propagandística, llegando a ser el tema preferido durante la campaña electoral de febrero de 1936. El tono amenazante ante una revolución todavía más trágica si triunfaban los elementos afectos al Frente Popular era determinante en infinidad de informaciones, artículos de opinión y editoriales. Sólo una «reacción derechista» podía salvar a España de aquella ola de terror según podía leerse en sus páginas.
Como represalia por el atentado contra el catedrático socialista Luis Jiménez de Asúa, en el que resultó muerto el policía de su escolta, los talleres del periódico fueron incendiados, quedando prácticamente destruidos en su totalidad. Así pues, publicó su último ejemplar el 13 de marzo de 1936.
Tras el estallido de la Guerra civil varios redactores del diario fueron fusilados.